# Matt Austin
Matt Austin (nacido como Matt Sadowski, Toronto, Ontario, 20 de abril de 1978) es un actor canadiense, conocido por su interpretación como Green Ranger (luego Blue Ranger, después Red Ranger en "Power Rangers Operation Overdrive" "Once A Ranger" Episodio Team-Up) Bridge Carson en la serie Americana de TV "Power Rangers S.P.D.". También es escritor, músico, director y productor de cine.
Austin mantiene una comunicación frecuente con los fans de Power Rangers y fue invitado de honor en la Power Morphicon en junio del 2007, donde entrevistó a los invitados (fanes y compañeros) y grabó las entrevistas con su propia cámara . En fechas recientes expresó sus planes de realizar un documental acerca de los fanes de Power Rangers de título MOR-FAN-ONIMAL. Rangerboard post by Austin
El personaje de Matt Austin en Power Rangers,  Bridge Carson muestra una singular debilidad por las tostadas con mantequilla , al tener contacto con ellas y al decir "Tostadas" mueve los dedos de la mano derecha . Esta referencia proviene de la propia debilidad de Matt Austin por el Pollo Indio con mantequilla. FilmThreat nombró a Matt Austin como Mejor Actor en un role cómico Por su participación en Power Rangers.
En el 2005 Austin escribió dos historias:
 "In Between" ,  "someone"  y  "Two people in Complete Darkness"  .
También realizó dos cortos : Uno acerca de como el amor puede matarte y una comedia de como un libro puede cambiar el día de una persona.
 " Estoy trabajando en dos cortos para obtener experiencia y hacer un largometraje"  dice Matt. Él prefiere crear su propio trabajo en lugar de esperar que otros le den algo que hacer.
Incluso ha escrito un libro llamado " The Whale and That Ate the Elephant", el cual él trata de que sea publicado.
Ha participado en Cine y Tv pero el prefiere el cine , así él puede sentarse entre la audiencia y ver la reacción de la gente a su trabajo.
Si no hubiera sido actor, músico, escritor y pronto a ser autor de libros para niños, Austin dice que hubiera sido maestro.
 "Adoro inspirar".

Actualmente realiza un documental llamado DON’T YOU FORGET ABOUT ME: A DOCUMENTARY ABOUT JOHN HUGHES

## Vida personal
Matt Austin está casado desde el 2006 con una mujer canadiense llamada Debra, después de haber mantenido una relación de un año y vivir con ella en Forest Hill Village.

## Filmografía

### Cine
- This Town's Called Crash (2005)
- A Separate Peace (2004) (TV) .... Rach
- Denied (2004) .... Merrick
- Dawn of the Dead (película de 2004) (2004) .... EMS Technician
- Credit Role (2004) .... Como él mismo.
- Bar Life (2003) .... Guy
- Autobiography of an Insect (2003) .... Alex
- Talk Salo (2002) .... Aaron
- If Wishes Were Horses (2002) .... Toby
- Jackie, Ethel, Joan: The Women of Camelot (2001) (TV) .... Joseph Patrick Kennedy II
- Release (2001) .... Joven
- Coming to Terms (2000) .... Damian
- Broke Body Saints (2000) .... Malcolm

### TV
- "Power Rangers Operation Overdrive" (Invitado) (2007) Serie de TV .... Bridge Carson/Red SPD Ranger
- "This Is Wonderland" 
  - Episode #3.13 (2006) .... Daniel McDonald
- "Power Rangers S.P.D." (2005) Serie de TV .... Bridge Carson/Green,Blue SPD Ranger
- "Queer as Folk" 
  - Episode #3.8 (2003)
- "Spynet" (2002) Serie de TV .... Cypher
- "Exhibit A: Secrets of Forensic Science" (1997) Serie de TV
- "Street Cents" (1989) Serie de TV

### Escritor
- Credit Role (2004)
- Jimmy (2003)
- Release (2001)

### Compositor
- Labou (2006) (Canción: "Without You I'm A Mess")
- "Power Rangers S.P.D." (2005/I) TV Series (canción "Me")
- Jacob Two-Two Meet the Dinosaur (canción: "Dinosaur, Dinosaur")

### Productor
- Credit Role (2005)
- Jimmy (2002)

### Director
- Jimmy (2006)
- DON’T YOU FORGET ABOUT ME: A DOCUMENTARY ABOUT JOHN HUGHES (2009)

### Cinematografor
- Jimmy (2001)

### Editor
- Jimmy (2004)

### Segunda unidad y Asistente del director
- If Wishes Were Horses (2003)